# Basia
Basia (vitryska: Бася) är ett vattendrag i Belarus.   Det ligger i voblasten Mahiljoŭs voblast, i den östra delen av landet, 230 kilometer öster om huvudstaden Minsk.
Omgivningarna runt Basia är en mosaik av jordbruksmark och naturlig växtlighet. Runt Basia är det glesbefolkat, med 16 invånare per kvadratkilometer.